# ビスビー (哨戒フリゲート)
|          | |
| 艦歴     | |
| 発注     | |
| 起工     | 1943年8月7日 |
| 進水     | 1943年9月7日 |
| 就役     | 1944年2月15日 1950年10月18日                                                                                    |
| 退役     | 1945年8月26日 1951年10月20日                                                                                    |
| その後   | 1953年2月13日にコロンビア海軍に移管                                                                             |
| 除籍     | |
| 性能諸元 | |
| 排水量   | 基準 1,430トン 満載 2,415トン                                                                                   |
| 全長     | 303 ft 11 in (92.6 m)                                                                                           |
| 全幅     | 37 ft 6 in (11.4 m)                                                                                             |
| 吃水     | 13 ft 8 in (4.1 m)                                                                                              |
| 機関     | ボイラー3基 5,500軸馬力 タービン2基 2軸推進                                                                     |
| 最大速力 | 20ノット (37 km/h)                                                                                              |
| 航続距離 | |
| 乗員     | 190名 |
| 兵装     | 3インチ50口径対空砲3門 40mm機関砲 4門 20mm機関砲 9門 ヘッジホッグ 1基 対潜爆雷投射機（Y砲）8基 爆雷投下軌条 2条 |

ビスビー (USS Bisbee, PF-46) は、アメリカ海軍の哨戒フリゲート。タコマ級フリゲートの1隻。艦名はアリゾナ州ビスビーに因む。

## 艦歴
ビスビーは1943年8月7日にカリフォルニア州ウィルミントンのコンソリデーテッド・スチール社で起工した。1943年9月7日にリチャード・マーフィー夫人によって命名、進水し、1944年2月15日に艦長J・P・ジャーマン沿岸警備隊中佐の指揮下就役した。
太平洋艦隊に配属されたビスビーは、沿岸警備隊の要員が操艦して1944年6月27日にニューカレドニアのヌメアで第7艦隊と合流した。8月12日から31日にかけて行われたビアク島への上陸作戦に参加し、その後1944年10月までニューギニアの沿岸を哨戒した。レイテ島侵攻においては哨戒および港湾管制艦任務に従事し、11月22日に任務を完了した。ビスビーは12月15日に真珠湾に到着した。
修理後ビスビーは1945年1月6日に真珠湾を出航、アラスカ州のダッチハーバーに向かい1月13日に到着した。1月から7月までビスビーはダッチハーバー、アダック島、アムチトカ島およびアッツ島を行き来する商船や陸軍の輸送艦を護衛し、また北太平洋で第4航空群の護衛艦任務も担当した。
1945年7月6日にビスビーは第43護衛分艦隊とともにアダック島を出航し、7月12日にワシントン州シアトルに到着した。修理および改修後、再びアラスカ海域に戻り8月13日にコールド・ベイに到着する。1945年8月26日にビスビーは同地で退役し、翌日レンドリース法に基づきソ連海軍に貸与された。ソ連では「護衛艦」を意味する「EK」の略号を付与され、EK-17 の名で就役した。
ソ連海軍での活動後、1949年11月1日に返還されたビスビーは横須賀で保管された。1950年10月18日に再就役したビスビーは11月23日に韓国海域に向かう。韓国では哨戒、護衛および艦砲射撃任務を1951年10月20日まで行い、しばしばフィリピン、香港および澎湖諸島を訪れた。横須賀で修理を受けた後、ビスビーは1952年2月13日に相互防衛援助計画の下コロンビアへ移管された。コロンビア海軍ではカピタン・トノ (Capitan Tono) の艦名で就役し、その後1963年にスクラップとして廃棄された。
ビスビーは第二次世界大戦の戦功で2個の、朝鮮戦争の戦功で3個の従軍星章を受章した。